# Chiricahuas
Cet article concerne le peuple chiricahua. Pour la langue chiricahua, voir Chiricahua.
Les Chiricahuas sont un groupe d'Apaches vivant dans le Sud-Ouest des États-Unis. À l'époque du contact européen, ils vivaient dans un territoire d'environ 60 000 km2 dans le sud-ouest du Nouveau-Mexique et le sud-est de l'Arizona aux États-Unis, et dans le nord du Sonora et du Chihuahua au Mexique. Parmi les Chiricahuas notables, on peut citer Mangas Coloradas, Cochise, Nana, Geronimo, Loco, Naiche, Taza, Lozen, Victorio, Gouyen ou encore Dahteste.